# 包马
包马（德語：Bauma）是瑞士联邦苏黎世州普费菲孔区的市镇。该市镇面积为29.53平方千米，海拔高度640米，2018年12月31日人口数为4,965。2015年1月1日起，原市镇施泰嫩贝格被废除，成为包马的一部分。

## 外部連結
- 包马官方网站 （德文）